# Фасон, Лукас
Лу́кас Фасо́н дос Са́нтос (порт.-браз. Lucas Fasson dos Santos); род. 30 мая 2001, Санту-Андре, Сан-Паулу) — бразильский футболист, защитник московского «Локомотива».

## Клубная карьера
Фасон — воспитанник клубов «Диадема» и «Сан-Паулу». 8 марта 2020 года в поединке Лиги Паранаэнсе против «Ботафого» Лукас дебютировал за основной состав последних. Летом того же года Фасон перешёл в чилийский «Депортес Ла-Серена». 25 сентября в матче против «Уачипато» он дебютировал в чилийской Примере. Летом 2021 года Фасон вернулся в Бразилию, подписав контракт с «Атлетико Паранаэнсе». 18 сентября в матче против «Жувентуде» он дебютировал в бразильской Серии A в составе последнего. В том же году Лукас помог клубу завоевать Южноамериканский кубок.
8 июня 2022 года Фасон перешёл в московский «Локомотив», контракт был подписан на 4 года. 17 июля в матче против «Пари Нижний Новгород» он дебютировал в РПЛ.

## Достижения
Клубные
 «Атлетико Паранаэнсе»
- Финалист Кубка Бразилии (1): 2021
- Обладатель Южноамериканского кубка (1): 2021